# Greg Jennings
Gregory Jennings Jr. (Kalamazoo, 21 settembre 1983) è un ex giocatore di football americano statunitense che ha militato nel ruolo di wide receiver per i nella National Football League (NFL).
Fu scelto dall'università di Western Michigan University al secondo giro, 52ª scelta assoluta, nel Draft NFL 2006 dai Green Bay Packers, con cui vinse il Super Bowl XLV nel 2010.

## Carriera professionistica

### Green Bay Packers

#### Stagione 2006
I Green Bay Packers scelsero Jennings nel secondo giro (52a scelta assoluta) nel draft NFL 2006. Jennings firmò un contratto di 4 anni il 25 luglio 2006. Il Milwaukee Journal Sentinel riportò un accordo del valore di 2,85 milioni di dollari, compresi 1,24 milioni di bonus alla firma.
Jennings fu nominato wide receiver titolare, con Donald Driver, mandando Robert Ferguson in panchina, per la sua prima gara in carriera coi Green Bay Packers, dall'allenatore Mike McCarthy il 2 settembre 2006. Jennings guidò la NFL nella yard ricevute durante la pre-stagione del 2006.
Il 24 settembre 2006, ricevette un passaggio da touchdown da 75 yard da Brett Favre contro i Detroit Lions. Fu il 400º passaggio da touchdown della carriera del quarterback, un traguardo raggiunto solo da Favre, Dan Marino e successivamente da Peyton Manning. Questa fu anche la prima partita in cui Jennings superò le 100 yard in una gara e finì con 3 ricezioni, 101 yard e 1 touchdown. Jennings fu votato rookie della settimana per le gare giocate il 24–25 settembre 2006, l'unica volta che ricevette questo riconoscimento. Jennings entrò anche nell'NFL All Rookie team alla fine della stagione.

#### Stagione 2007

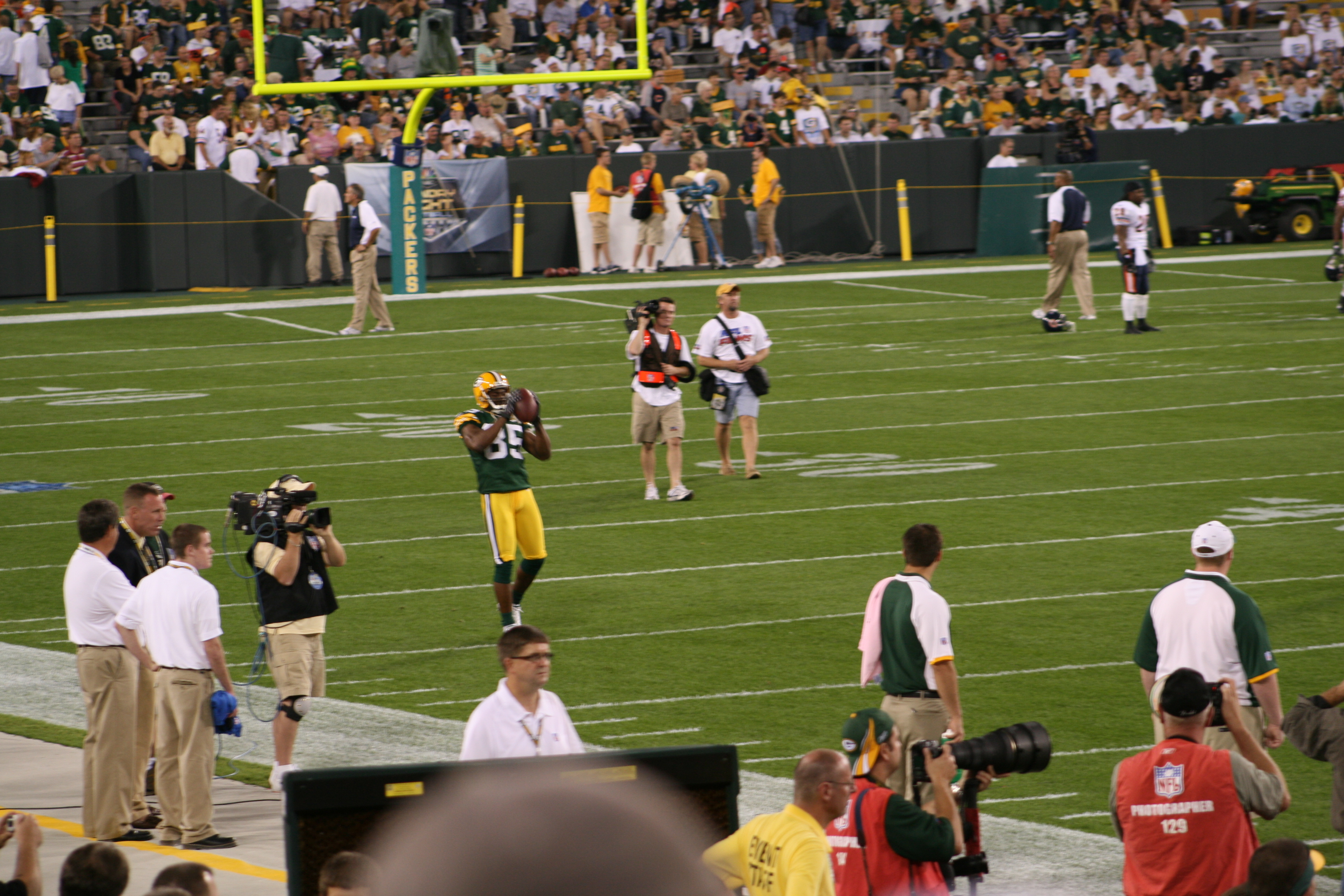
Jennings mentre effettua una ricezione nel pre-partita di Chicago Bears-Green Bay Packers.

Il 23 settembre 2007, Jennings ricevette il passaggio da touchdown da 57 yard TD da Favre con meno di due minuti da giocare nella vittoria sui San Diego Chargers 31–24 al Lambeau Field e migliorando il record di 3–0 della squadra nel 2007. Questa fu la prima presa da touchdown di Greg nel 2007 ed anche il 420º TD pass della carriera di Favre, pareggiando il record di Dan Marino nella storia della NFL.
Una settimana dopo, il 30 settembre 2007, durante la vittoria per 23–16 sui Minnesota Vikings, Jennings prese un passaggio da 16 yard pass da Brett Favre che aprì il punteggio dopo 10 minuti del primo quarto e superò il record all-time di touchdown pass di Dan Marino. Il 29 ottobre 2007, Jennings ricevette un td pass da 82 da Favre sconfiggendo i Denver Broncos 19–13 nei tempi supplementari, pareggiando la seconda miglior prestazione di sempre per un passaggio da touchdown nei supplementari. La settimana successiva, prese il touchdown della vittoria da 60 yard battendo i Chiefs a Kansas City. Contro i Dallas Cowboys il 29 novembre 2007, in una gara trasmessa dall'NFL network, Jennings agguantò il primo passaggio da touchdown di sempre del quarterback Aaron Rodgers.
Jennings e il running back Ryan Grant segnarono entrambi un touchdown nella vittoria per 33–14 sui St. Louis Rams il 16 dicembre 2007, diventando i primi due giocatori dei Packers a segnare entrambi almeno un touchdown per quattro gare consecutive.

#### Stagione 2008

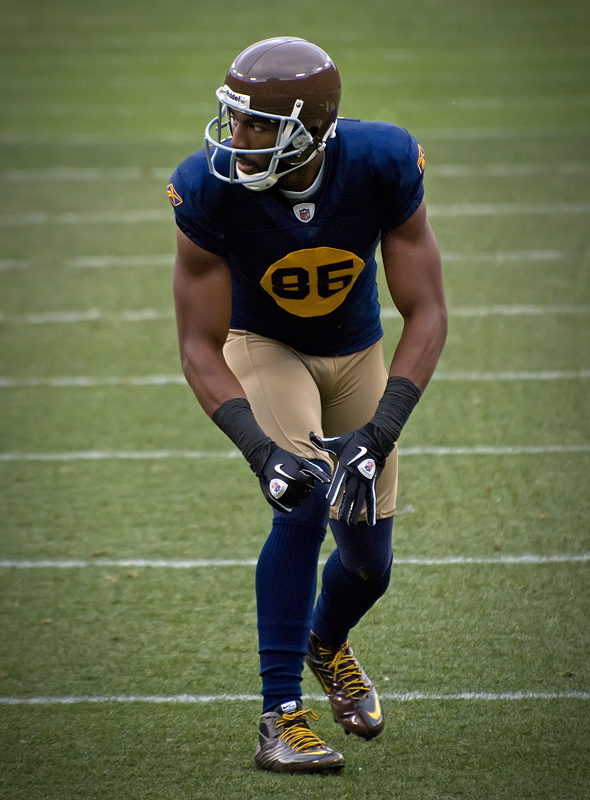
Greg Jennings nel 2010 con la divisa storica dei Packers.

Jennings mise insieme 80 ricezioni per 1292 yard e 9 touchdown nella stagione 2008 ma la stagione dei Packers finì anzitempo poiché non si qualificarono per i playoff.

#### Stagione 2009
Il 23 giugno 2009 Jennings firmò un'estensione contrattuale di tre anni che gli farà guadagnare 26,35 milioni di dollari compresi 16 milioni garantiti. Il contratto include anche un bonus alla firma di 11,25 milioni di dollari. Jennings catturò il passaggio della vittoria il 13 settembre 2009 a una giocata sul terzo e due, dove i Packers finsero di correre e lasciarono Aaron Rodgers sulla sinistra, che lanciò un passaggio da 50 yard a Greg Jennings per superare i Chicago Bears nella gara inaugurale. Nella Wild Card game dei playoff 2009 i Packers affrontarono gli Arizona Cardinals, Jennings ebbe 8 ricezioni per 130 yard, segnando un touchdown ma la sua squadra venne sconfitta per 51-45

#### Stagione 2010

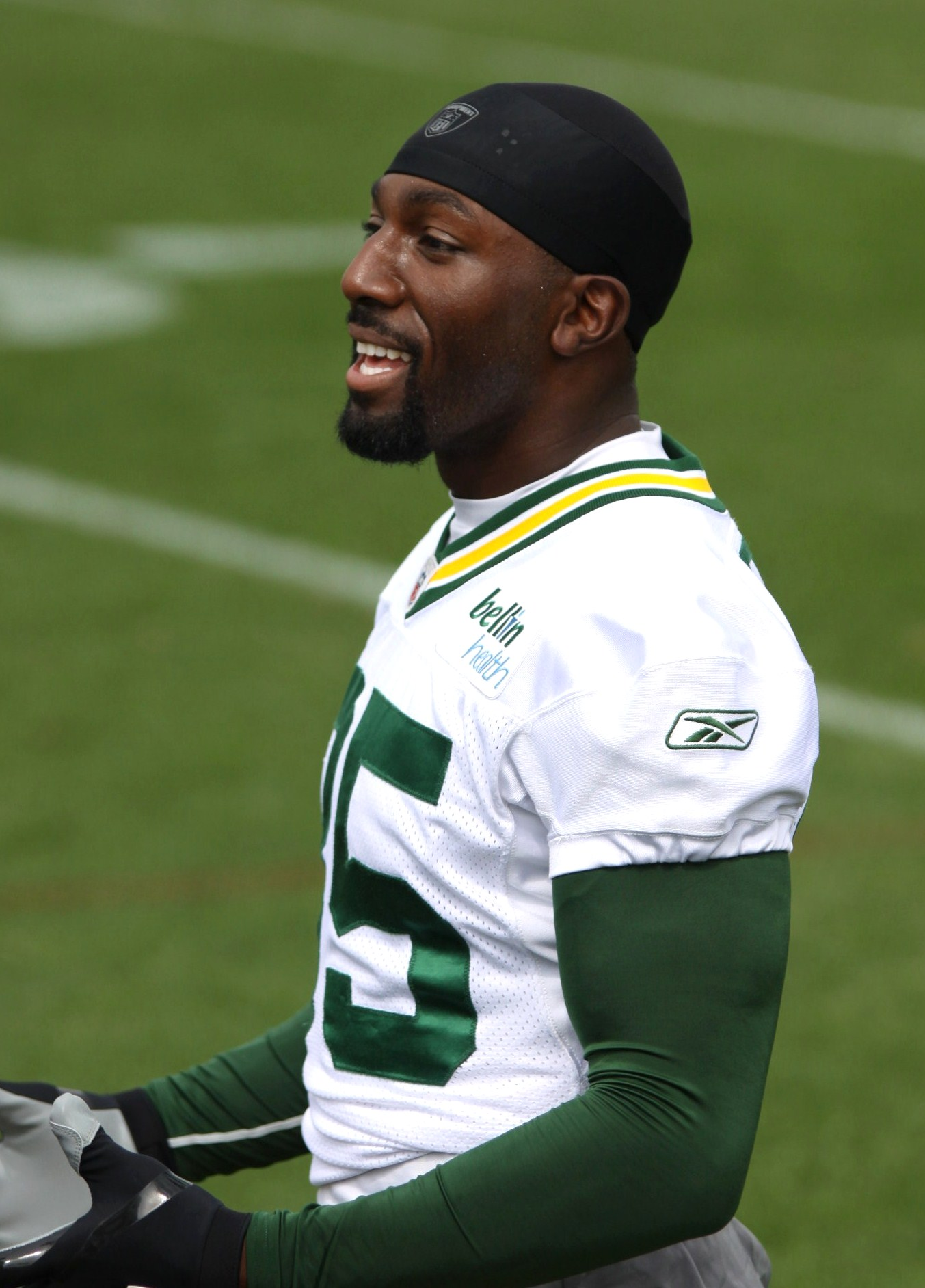
Jennings nel training camp estivo del 2011.

Nella stagione 2010, Jennings aiutò i Packers a chiudere la stagione con un record di 10-6. Nei playoff Green Bay superò i Philadelphia Eagles nella partita delle wild card, gli Atlanta Falcons e i Chicago Bears nella finale della NFC. Nel Super Bowl XLV, il 6 febbraio 2011, Jennings catturò quattro passaggi per 64 yards e segnò due touchdown nella vittoria dei Packers per 31–25 sui Pittsburgh Steelers, laureandosi per la prima volta campione della lega.

#### Stagione 2011
Jennings giocò le prime 13 gare della stagione 2011 prima di subire un infortunio al legamento collaterale mediale del ginocchio nella settimana 13 contro gli Oakland Raiders. Durante la stagione accumulò 69 ricezioni per 949 yard. In una delle migliori gare dell'anno, Jenning ricevette 149 yard su 7 ricezioni e un TD nella settimana 7 contro i Minnesota Vikings. Greg tornò coi Packers dopo l'infortunio nel divisional round dei playoff contro i New York Giants dove registrò 4 ricezioni per 40 yard nella sconfitta di Green Bay.
A fine stagione, Jennings fu votato al 56º posto nella NFL Top 100, l'annuale classifica dei migliori cento giocatori della stagione.

#### Stagione 2012
Nella settimana 4 quando Packers superarono 28-27 i New Orleans Saints, Jenning segnò il primo touchdown della stagione, il cinquantesimo in carriera, su un passaggio da 9 yard di Aaron Rodgers. Dopo essere stato tormentato dagli infortuni nella parte centrale della stagione, nella nettissima vittoria contro i Tennessee Titans (55-7) della settimana 16, Greg segnò il suo secondo TD dell'anno.
Malgrado una grande prestazione di Jennings nell'ultimo turno di campionato (120 yard ricevute e 2 touchdown), i Packers furono sconfitti dai Minnesota Vikings, concludendo col terzo record della NFC e venendo costretti a giocare il turno delle wild card. Nel primo turno di playoff i Packers ritrovarono i Vikings, questa volta vincendo però facilmente, grazie anche a 61 yard ricevute da Greg.
Jennings chiuse la sua carriera ai Packers nella top 10 della storia della franchigia in ricezioni (settimo con 425), yard ricevute (settimo con 6.537) e touchdown su ricezione (quinto con 53).

### Minnesota Vikings

#### Stagione 2013

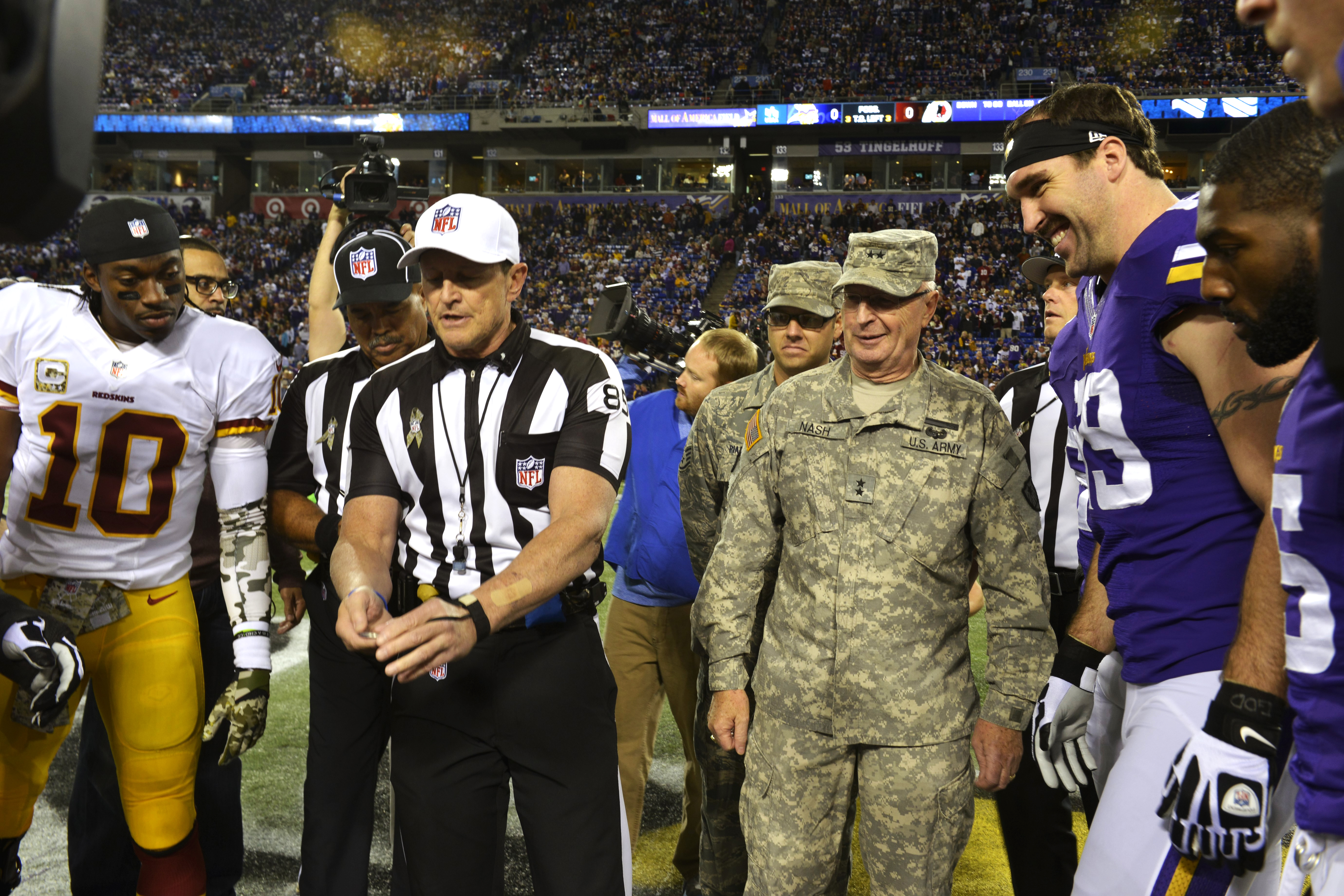
Jennings (primo da destra) assieme a Robert Griffin III e Jared Allen durante il lancio della monetina in Redskins-Vikings del 2013.

Dopo essere divenuto free agent, il 15 marzo 2013 Jennings firmò coi Minnesota Vikings un contratto quinquennale da 47.5 milioni di dollari: 18 milioni garantiti alla firma, 45 milioni di base e 500.000 dollari di bonus per ogni partecipazione al Pro Bowl. Più tardi affermerà di esser stato aiutato nella scelta dal suo più illustre predecessore tra coloro che sono passati da Green Bay a Minnesota, Brett Favre, che gli avrebbe elencato i pro e i contro dell'operazione.Jennings ha rinunciato al numero 85 che aveva ai Packers (peraltro già scelto dal rookie 2012 Greg Childs), per tornare al 15 già usato ai tempi del college.

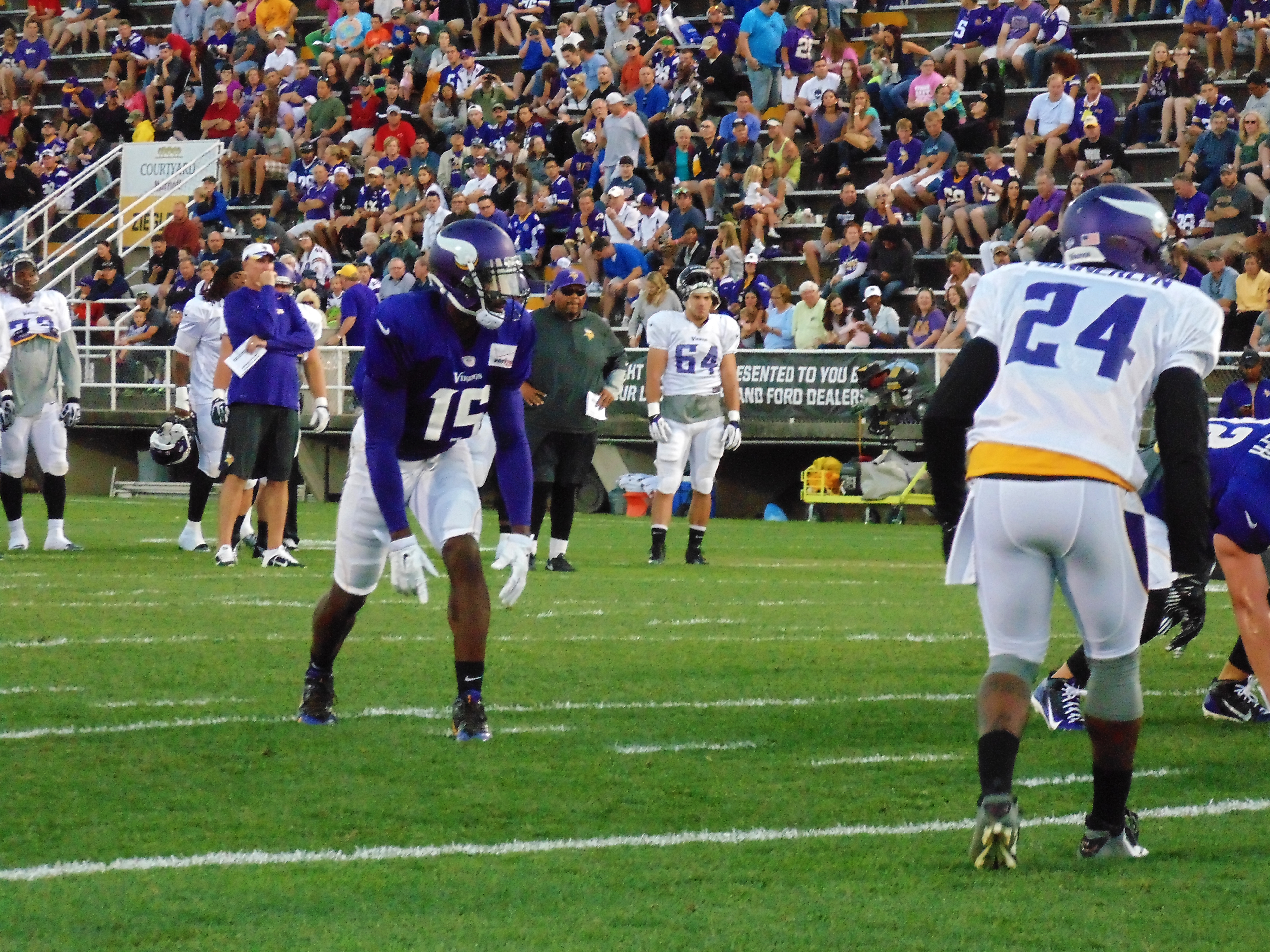
Jennings durante il training camp 2014 dei Vikings.

La stagione di Jennings con la maglia dei Vikings si aprì con appena 3 ricezioni per 33 yard nella gara che vide i Vikings uscire sconfitti per 24-34 dal Ford Field di Detroit. La settimana seguente ricevette 5 passaggi per 84 yard, ma Minnesota fu ancora una volta sconfitta 30-31 dai Chicago Bears. Nella settimana 3 le cose non cambiarono per Jennings ed i Vikings, col primo che ancora una volta non riuscì a segnare alcun touchdown chiudendo la partita con 3 ricezioni per 43 yard, e con i secondi per la terza volta consecutiva sconfitti (31-27 dai Cleveland Browns) dall'inizio del campionato.
Finalmente nella settimana 4 Jennings riuscì ad andare a segno per la prima volta in stagione dopo aver ricevuto un passaggio da 70 yard da Matt Cassel. Più tardi, nel 3º quarto, ricevette un secondo passaggio da touchdown da Cassel, chiudendo così la partita con un totale di 93 yard ricevute, in quella che fu anche la prima vittoria stagionale dei Vikings, impegnati contro gli Steelers al Wembley Stadium di Londra in una delle due gare delle NFL International Series della stagione 2013.

#### Stagione 2014
Nel primo incontro della stagione regolare, vinto da Minnesota per 34-6 in casa dei St. Louis Rams, Jennings guidò i Vikings con 6 ricezioni per 58 yard ed un touchdown ricevuto dal compagno di squadra Matt Cassel. Nel prosieguo di stagione regolare egli ricevette altri 684 yard e 5 touchdown, guidando i Vikings tanto in ricezioni (59), quanto in yard (742) e touchdown (6) su ricezione.
Il 14 marzo 2015, Jennings fu svincolato dopo due stagioni coi Vikings.

### Miami Dolphins
Il 22 aprile 2015, Jennings firmò un contratto biennale del valore di 8 milioni di dollari con i Miami Dolphins. Dopo una sola stagione in Florida, il 25 luglio 2016 annunciò il proprio ritiro dal football professionistico.

## Palmarès

### Franchigia
- Super Bowl : 1

Green Bay Packers: Super Bowl XLV
- National Football Conference Championship: 1

Green Bay Packers: 2010

### Individuale
- Convocazioni al Pro Bowl: 2

2010, 2011
- Ed Block Courage Award: 1

2014
- Giocatore offensivo della NFC della settimana: 1

11ª settimana della stagione 2010
- Rookie della settimana: 1

3ª settimana della stagione 2006
- PFWA All-Rookie Team - 2006

## Statistiche
Stagione regolare
| Stagione | Squadra           | Gare | Rec | Yards | Media | Max | TD |
| -------- | ----------------- | ---- | --- | ----- | ----- | --- | -- |
| 2006     | Green Bay Packers | 14   | 45  | 632   | 14,0  | 75  | 3  |
| 2007     | Green Bay Packers | 13   | 53  | 920   | 17,4  | 82  | 12 |
| 2008     | Green Bay Packers | 16   | 80  | 1.292 | 16,2  | 63  | 9  |
| 2009     | Green Bay Packers | 16   | 68  | 1.113 | 16,4  | 83  | 4  |
| 2010     | Green Bay Packers | 16   | 76  | 1.265 | 16,6  | 86  | 12 |
| 2011     | Green Bay Packers | 13   | 67  | 949   | 14,2  | 79  | 9  |
| 2012     | Green Bay Packers | 8    | 36  | 366   | 10,2  | 45  | 4  |
| 2013     | Minnesota Vikings | 15   | 68  | 804   | 11.8  | 70  | 4  |
| 2014     | Minnesota Vikings | 16   | 59  | 742   | 12.6  | 38  | 6  |
| Totale   |                   | 127  | 552 | 8,083 | 14.6  | 86  | 63 |

Partite di playoff
Fonte: Pro-Football-Reference.com
| Anno   | Data       | Squadra | Avv. | Risult. | Ricezioni | Ricezioni | Ricezioni | Ricezioni | Punteggio | Punteggio |
| Anno   | Data       | Squadra | Avv. | Risult. | Ric       | Yard      | Media     | TD        | TD        | Punti     |
| ------ | ---------- | ------- | ---- | ------- | --------- | --------- | --------- | --------- | --------- | --------- |
| 2007   | 12/01/2008 | GBP     | SEA  | V 42-20 | 6         | 71        | 11.83     | 2         | 2         | 12        |
| 2007   | 20/01/2008 | GBP     | NYG  | S 20-23 | 1         | 14        | 14.0      | 0         | 0         | 0         |
| 2009   | 10/01/2010 | GBP     | ARI  | S 45-51 | 8         | 130       | 16.25     | 1         | 1         | 6         |
| 2010   | 09/01/2011 | GBP     | PHI  | V 21-16 | 1         | 8         | 8.0       | 0         | 0         | 0         |
| 2010   | 15/01/2011 | GBP     | ATL  | V 48-21 | 8         | 101       | 12.63     | 0         | 0         | 0         |
| 2010   | 23/01/2011 | GBP     | CHI  | V 21-14 | 8         | 130       | 16.25     | 0         | 0         | 0         |
| 2010   | 06/02/2011 | GBP     | PIT  | V 31-25 | 4         | 64        | 16.0      | 2         | 2         | 12        |
| 2011   | 15/01/2012 | GBP     | NYG  | S 37-20 | 4         | 40        | 10.0      | 0         | 0         | 0         |
| 2012   | 05/01/2013 | GBP     | MIN  | V 24–10 | 4         | 61        | 15.25     | 0         | 0         | 0         |
| 2012   | 12/01/2013 | GBP     | SF   | S 31–45 | 6         | 54        | 9.0       | 1         | 1         | 6         |
| Totale | 10 gare    |         |      |         | 50        | 673       | 13.46     | 6         | 6         | 36        |